# Dmitri Sjostakovitsj
Dmitri Dmitrijevitsj Sjostakovitsj (Russisch: Дми́трий Дми́триевич Шостако́вич) (Sint-Petersburg, Keizerrijk Rusland, 25 september [O.S. 12 september] 1906 – Moskou, Sovjet-Unie, 9 augustus 1975) was een Russisch componist en pianist. Zijn familienaam wordt ook wel als Shostakovich of Schostakowitsch getranslitereerd, volgens respectievelijk de Engelse en Duitse spellingsregels. In de uitspraak ligt de klemtoon op de derde lettergreep (waardoor de voorgaande "o" uitgesproken wordt als doffe "a"), dus "Sjastakóvitsj".

## Levensloop

### Vroege jaren
Sjostakovitsj was een muzikaal wonderkind, als pianist en componist. Hij begon toen hij 9 was met pianolessen en op 13-jarige leeftijd studeerde hij aan het conservatorium van Sint-Petersburg. Als zestienjarige speelde hij piano in filmhuizen en vaudeville-theaters, om in het levensonderhoud van zijn familie te voorzien. Hoewel velen deze achtergrond als 'kenmerkend' voor de latere Sjostakovitsj zien, keek hij er zelf met afschuw op terug. Op 19-jarige leeftijd vierde hij triomfen bij de première van zijn 1e symfonie, waarmee hij met lof afstudeerde aan het Conservatorium van Sint-Petersburg, waar hij studeerde bij Alexander Glazoenov en Maximilian Steinberg. Hoewel duidelijk een jeugdwerk, bevat deze eerste symfonie reeds alle kenmerken die de rijpere Sjostakovitsj later zouden karakteriseren: meesterlijke orkestratie, bizarre contrasten en stekelige dissonanten.
Na zijn periode aan het conservatorium werd Sjostakovitsj opgenomen in de kunstzinnige kringen rond maarschalk Toechatsjevski, onder wiens patronage hij zich aanvankelijk in alle rust kon ontwikkelen. In deze periode ook sloot hij de legendarische weddenschap af met de dirigent Nikolaj Malko, dat hij het populaire Tea for Two in minder dan een uur een betere orkestratie zou kunnen geven dan de oorspronkelijke versie van Vincent Youmans. Onnodig te zeggen dat Sjostakovitsj de weddenschap won, in 45 minuten.
In deze vroege periode kwamen onder andere zijn 2e en 3e symfonie tot stand, modernistische muziek die typerend is voor de overgangsfase waarin de Russische kunst zich bevond en de relatieve vrijheid in de nadagen van Lenins Nieuwe Economische Politiek. Met de komst van Stalin zou dit drastisch veranderen. Achteraf beschouwde Sjostakovitsj deze twee werken als zijn minst geslaagde symfonieën.

### Latere jaren
Op 53-jarige leeftijd raakte Sjostakovitsj verlamd aan zijn rechterarm. Later kreeg hij ook nog een drietal hartinfarcten: in mei 1966, in september 1970 en in augustus 1975. De laatste hartaanval zou hem fataal worden.

### Sjostakovitsj en het stalinisme
Sjostakovitsj had menige aanvaring met het centrale gezag in Moskou. Desondanks bleef hij zijn gehele leven in de Sovjet-Unie wonen en kon hij weinig begrip opbrengen voor zijn collega's Prokofjev en Stravinsky die (aanvankelijk) het vaderland de rug toegekeerd hadden. De eerste serieuze aanval die op hem werd gericht was de kritiek in de Pravda op zijn opera Lady Macbeth uit het district Mtsensk (naar het boek van Nikolaj Leskov) op 28 januari 1936. "Chaos in plaats van muziek" kopte de krant. Hoewel de opera al geruime tijd met veel succes werd gebracht, was het duidelijk dat Stalin het werk niet kon waarderen.
Sjostakovitsj redde het vege lijf door zijn omvangrijke 4e symfonie terug te trekken. Hij revancheerde zich met zijn 5e symfonie, die als ondertitel meekreeg het antwoord van een Sovjetartiest op gerechtvaardigde kritiek. Hoewel zijn reputatie was herbevestigd, en zijn leven ondanks de woelige tijden voorlopig was gered (Toechatsjevski werd valselijk van spionage beticht en geëxecuteerd en Sjostakovitsj' andere mecenas, Meyerhold, werd vermoord in 1940), was Sjostakovitsj niet gelukkig met dit werk. "Het moet toch voor iedereen duidelijk zijn wat daar gebeurt. Het is alsof iemand je met een stok slaat en zegt "het is jouw taak om vreugde te brengen, het is jouw taak om vreugde te brengen", en je staat op, kreunend, en zegt "het is mijn taak om vreugde te brengen, het is mijn taak om vreugde te brengen!"" Toch is deze 5e symfonie ook nu nog steeds een van zijn meest gespeelde en gewaardeerde.
Zijn 6e symfonie, met een opmerkelijk lange en trage opening, gevolgd door twee korte snelle delen, wordt door de sovjet-kritieken gezien als "een meditatie over voorbije zorgen, gevolgd door een bevestiging van huidig geluk". Maar Sjostakovitsj - inmiddels vader van twee kinderen; dochter Galja, zoon Maksim - had weinig reden tot geluk in de 'communistische heilstaat'. De terreur en de zuiveringen hadden een hoogtepunt bereikt en de Tweede Wereldoorlog stond op het punt om uit te breken. Roem in binnen- en buitenland was geen enkele garantie gebleken voor overleven.
Onder die omstandigheden begon Sjostakovitsj aan zijn 7e symfonie "Leningrad", opgedragen aan zijn geboortestad die zeer heeft geleden onder het Beleg van Leningrad. Hoewel de sovjet-propaganda er graag het heldhaftig verzet en het lijden van het volk onder het juk van het Duitse beleg in wilde zien, zag Sjostakovitsj er zelf liever het lijden in het algemeen in verbeeld: "Mijn zevende symfonie gaat over het Leningrad dat door Stalin werd verwoest, en waar Hitler slechts de genadeklap uitdeelde.", aldus zou hij in zijn - overigens niet onomstreden - memoires aan Solomon Volkov hebben verteld.
Kort na het beleg publiceerde Sjostakovitsj zijn tweede grote 'oorlogssymfonie', de achtste. Het is een somber, pessimistisch werk, waarin Sjostakovitsj tracht "de horror van de oorlog te verbeelden, waarin het volk snakt naar vrede, veel meer dan naar de overwinning." De 7e en 8e symfonie doen de ster van Sjostakovitsj in het buitenland tot ongekende hoogten rijzen. Zijn portret, voorzien van helm en uniform van brandweerman, siert de omslag van Time Magazine en Sjostakovitsj wordt - voor even althans - een door Stalin geliefkoosd propaganda-object.
Aan deze korte opleving komt een abrupt einde in 1948. Allereerst was daar zijn 9e symfonie, die - anders dan wat Stalin had gehoopt - niet in navolging van Beethovens 9e een grandioos overwinnings-epos en eerbetoon aan de natie en haar grote leider was geworden, maar eerder een even lichtvoetig als sarcastisch miniatuur. Vervolgens werd Sjostakovitsj, samen met andere coryfeeën als Sergej Prokofjev, Nikolaj Mjaskovski en Aram Chatsjatoerjan door Stalins culturele rechterhand Andrej Zjdanov genadeloos neergesabeld als 'perverse formalist' (zie ook: Zjdanovdoctrine). Voor Sjostakovitsj betekende deze publieke afstraffing een keerpunt in zijn leven. Vanaf nu schreef hij voornamelijk 'socialistisch realistische' muziek zonder veel betekenis, die de goedkeuring van de censor kon wegdragen, zoals het Lied van de Wouden en de filmmuziek bij De val van Berlijn. Zijn belangrijke werken uit die periode - waaronder vier strijkkwartetten, het 1e vioolconcert, en de liederencyclus Uit Joodse volkspoëzie - hield hij echter achter in afwachting van rustiger tijden.

### Na de dood van Stalin
Pas na de dood van Stalin in 1953 kwam Sjostakovitsj' symfonische productie weer op gang, met zijn 10e symfonie. Dit werk is een duidelijke weerslag van de confrontatie tussen de componist en de dictator en een reflectie op zijn 'marteljaren', van zijn vreugde en ongeloof over het heengaan van Stalin en van de hoop op een periode van 'dooi'. Het tweede deel, een wild, angstaanjagend en overweldigend scherzo, is opgevat als een muzikaal portret van Stalin. In de finale van de tiende symfonie wordt tegenover het Stalin-thema Sjostakovitsj' muzikale anagram D-Es-C-H gepresenteerd, dat halsstarrig in verschillende instrumentaties wordt herhaald met een voor Sjostakovitsj typerende brutaliteit. Met dit thema eindigt de symfonie, de triomf aanduidend van de kunst(enaar) over de dictator.
In hoog tempo volgden de 11e symfonie "Het jaar 1905", waarin Sjostakovitsj zich opnieuw een trouw kind van de revolutie toonde en waarin symfonisch bewerkte revolutionaire liederen een hoofdrol spelen, maar waarin ook - voor wie dat horen wil - een duidelijke kritiek en vingerwijzing naar de neergeslagen Hongaarse Opstand van 1956 te horen is, en de 12e symfonie "Het jaar 1917", die aanvankelijk als een portret van Lenin werd opgezet, een plan dat Sjostakovitsj echter al snel liet varen.
Controversieel werd zijn werk opnieuw met de première van zijn 13e symfonie "Babi Jar", waarin hij voor het eerst sinds de 2e en 3e symfonie weer de menselijke stem gebruikte. Het werk kan worden gezien als een kritiek op het leven in de Sovjet-Unie onder Stalin. De titel van de symfonie is ontleend aan het eerste deel, een toonzetting van een bekend gedicht van Jevgeni Jevtoesjenko. Babi Jar is een ravijn buiten Kiev waar in 1941 meer dan 100.000 mensen, meestendeels joden, door de nazi's werden vermoord. Hoewel het gedicht de censuur al veel eerder was gepasseerd, eiste de censor voor de symfonie dat de tekst zou worden aangepast: 'In Babi Yar liggen Russen en Oekraïners, ze liggen er samen met Joden'. Desondanks konden deze wijzigingen niet verhullen dat Sjostakovitsj nadrukkelijk het antisemitisme in de sovjet-samenleving hekelde. "Er stroomt geen Joods bloed door mijn aderen, maar ik voel de verachtelijke haat van alle antisemieten als ware ik een Jood. Het is daarin dat ik mij een ware Rus toon!"
Ook de overige delen, door Jevtoesjenko speciaal voor deze symfonie geschreven, laten nauwelijks verbloemde kritiek horen. Het derde deel, 'Angst', beschrijft de donkere jaren van de verdwijningen, waar een nachtelijke klop op de deur het einde kon betekenen. Deel IV, 'In de winkel', bezingt de Russische vrouwen, die na hun noeste arbeid in de oorlogsfabrieken en aan de betonmolens voor de wederopbouw, elkaar nu terugvinden in lange rijen voor lege winkels en andermaal hun lot dragen in lijdzaamheid.
Het was de laatste muzikale maatschappijkritiek die tijdens zijn leven werd gepubliceerd. Na de 13e symfonie waren zijn werken steeds meer in zichzelf gekeerd, mede onder invloed van zijn kwakkelende gezondheid. Ook de dood, in 1954, van zijn geliefde eerste echtgenote Nina raakte hem diep. De 14e symfonie is een donkere, zwaarmoedige liederencyclus met de dood als centraal thema, qua opzet enigszins verwant met Das Lied von der Erde van Gustav Mahler. De weer zuiver instrumentale en klassiek vierdelige 15e symfonie is een ultieme zelfreflectie, met citaten uit de Ouverture Guillaume Tell van Gioacchino Rossini en verwijzingen naar de open variant van het lotsmotief uit Richard Wagners operacyclus Der Ring des Nibelungen. Ook wordt er verwezen naar diens opera Tristan und Isolde, de onvoltooide 10e symfonie van Mahler en de koperkoralen van Giovanni Gabrieli. Het stuk ademt constant spanning uit, afgewisseld door rustige en vrolijke gedeelten. Een mogelijk buitenmuzikaal thema van de symfonie is niet bekend, maar de zoon van Sjostakovitsj, Maxim, die de première dirigeerde op 9 januari 1972, vermoedde dat de symfonie handelt over de menselijke levenscyclus.
Slechts in de pas onlangs uitgegeven 'hysterische operette' Rajok toonde Sjostakovitsj nog eenmaal zijn meedogenloze sarcasme, in een niets verhullende kritiek op de Russische bureaucratie en Zjdanovs aanval op het formalisme in het bijzonder.
Sjostakovitsj legde zich na 1956 voornamelijk toe op de kamermuziek, met name zijn laatste tien strijkkwartetten. Werden aanvankelijk zijn strijkkwartetten door de kritieken nog als 'ondergeschoven kindje' behandeld, met zijn 8e strijkkwartet toonde Sjostakovitsj dat hij ook op dat terrein wezenlijke dingen te zeggen had. Volgens de officiële versie was het kwartet geïnspireerd door de aanblik van de ruïnes van de stad Dresden. Het werk werd dan ook opgedragen aan 'alle slachtoffers van het fascisme', maar sinds de gedeeltelijke publicatie van de briefwisseling van Sjostakovitsj in 1993 weten we dat het 8e kwartet helemaal niet in Dresden is gecomponeerd en weinig of niets met het fascisme te maken heeft. Het is bedoeld als een soort "in memoriam" van Sjostakovitsj zelf, geschreven "omdat toch niemand anders een werk te mijner nagedachtenis zou schrijven". De alomtegenwoordigheid van het DSCH-motief en de vele verwijzingen naar eigen werken, met name zijn eerste en achtste symfonie, de opera Lady Macbeth en het tweede pianotrio geven aan dat dit werk een heel persoonlijke en aangrijpende autobiografie vormt. Het achtste strijkkwartet - later door Rudolf Barshai bewerkt tot een kamersymfonie - is een uiterst persoonlijke uiting van angst en wanhoop. Net als in de door merg en been snijdende passacaglia van het 1e vioolconcert kan zelfs iemand die niets weet van Sjostakovitsj' voortdurende strijd om te overleven en tegelijkertijd zijn artistieke integriteit te behouden, de wanhoop van de componist niet ontgaan.

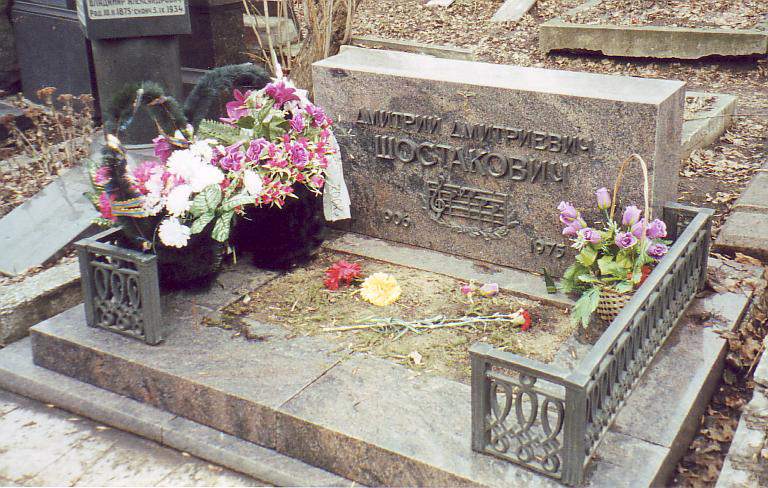
Het graf van Dmitri Sjostakovitsj op de Novodevitsji-begraafplaats bij het Novodevitsji-klooster in Moskou

 Dmitri Sjostakovitsj stierf op 68-jarige leeftijd aan longkanker en kreeg een staatsbegrafenis in Moskou.

## Belangrijkste werken
Besprekingen van composities zijn te vinden in categorie:Compositie van Dmitri Sjostakovitsj.

Het oeuvre geselecteerd op opusnummer op Oeuvre van Dmitri Sjostakovitsj.

Sjostakovitsj verwerkte in bijna al zijn werken een muzikale handtekening, DSCH, Duits voor de muzieknoten D-Es-C-B (re, mi mol, do, si).

### Symfonieën
- 1e symfonie, opus 10 (1924)
- 2e symfonie 'Oktober' met koor, op poëzie van Alexander Bezymenski, opus 14 (1927)
- 3e symfonie 'De eerste mei' voor orkest en koor, op poëzie van Kirsanov, opus 20 (1930)
- 4e symfonie, opus 43 (1936)
- 5e symfonie, opus 47 (1937)
- 6e symfonie, opus 54 (1939)
- 7e symfonie 'Leningrad', opus 60 (1941)
- 8e symfonie, opus 65 (1943)
- 9e symfonie, opus 70 (1945)
- 10e symfonie, opus 93 (1952)
- 11e symfonie 'Het jaar 1905', opus 103 (1957)
- 12e symfonie 'Het jaar 1917', opus 112 (1961)
- 13e symfonie 'Babi Yar' voor bas, koor en orkest, op poëzie van Jevtoesjenko over de verschrikking van Babi Jar, opus 113 (1962)
- 14e symfonie, voor sopraan, bas en kamerorkest, op poëzie van Federico García Lorca, Guillaume Apollinaire, Wilhelm Küchelbecker en Rainer Maria Rilke, opus 135 (1969)
- 15e symfonie, opus 141 (1971)[3]

### Concerten
- 1e pianoconcert (voor piano, trompet en orkest), opus 35 (1933)
- 1e vioolconcert, opus 77 (1955)
- 2e pianoconcert, opus 102 (1957)
- 1e celloconcert, opus 107 (1959)
- 2e celloconcert, opus 126 (1967)
- 2e vioolconcert, opus 129 (1967)

### Film- en theatermuziek
- Filmmuziek bij Nieuw Babylon (Kozintsev en Trauberg), opus 18 (1929)
- Muziek bij Majakovski's comedie 'De wandluis' (in regie van Meyerhold), opus 19 (1930)
- Theatermuziek bij Hypothetisch Vermoord opus 31 (1931)
- Muziek voor 'Hamlet', theaterproductie onder regie van Akimov, opus 32 (1932)
- Filmmuziek bij 'Maxim's jeugd' (regie Kozintsev en Trauberg), opus 41 (1935)
- Filmmuziek bij 'Maxims wederkeer' (regie Kozintsev en Trauberg), opus 45 (1936)
- Filmmuziek bij 'De Vyborg zijde' (regie Kozintsev en Trauberg), opus 50 (1938)
- Filmmuziek bij 'De grootse burger' opus 52 en 55 (1939)
- Filmmuziek bij 'Zoya' (regie Arnshtam), opus 66 (1944)
- Filmmuziek bij 'Jonge gardisten' (regie Gerasimov), opus 75 (1947)
- Filmmuziek bij 'Michurin' (regie Dovzhenko), opus 78 (1948)
- Filmmuziek bij 'De val van Berlijn' (regie Chiaureli) opus 82 (1949)
- Filmmuziek bij 'Het onvergetelijke jaar 1919' (regie Chiaureli) opus 89 (1951)
- Filmmuziek bij 'The Gadfly' (1955)
- Filmmuziek bij 'Hamlet' (regie Kozintsev), opus 116 (1964)
- Filmmuziek bij 'King Lear' (regie Kozintsev), opus 137 (1970)

### Overige orkeststukken, evt. met koor of solozangstem
- Orkestrale bewerking 'Tea for Two' van Vincent Youmans, opus 16 (1928)
- 6 Romances voor tenor en orkest, op tekst van Japanse dichters, opus 21 (1932)
- 5 fragmenten voor orkest, opus 42 (1935)
- Le Chant des forêts - oratorium opus 81 - teksten: Evgenij Dolmatovskij (1949)[4]
  1. Quand la guerre fut terminée
  2. L'appel résonne à travers la forêt
  3. Mémoire du passé
  4. Les pionniers plantent des forêts
  5. Les combattants de Stalingrad inventent plus avant
  6. Promenade dans l'avenir
  7. Gloire
- 10 gedichten voor koor door revolutionaire dichters, opus 88 (1951)
- Festivalouverture, opus 96 (1954)
- Ouverture op Russische en Kirgisische volksmuziek, opus 115 (1963)
- De executie van Stephan Razin, voor bas, koor en orkest, op poëzie van Jevtoesjenko, opus 119 (1964)
- bewerking van opus 62 voor bas en orkest, opus 170 (1970)
- Jazz Suite Nr. 1
- Jazz Suite Nr. 2
- Suite voor Variété orkest

### Werken voor harmonieorkest
- Twee stukken van Domenico Scarlatti, Opus 17 voor militaire kapel (1928)
- Feestmars zonder opus voor harmonieorkest (1942)
- Folk Dances (1952)
- Mars van de sovjetpolitie, Opus 139 voor harmonieorkest (1970)
- Festive Ouverture, op. 96[5]

### Muziektheater

#### Opera's
| Voltooid in | titel                                                                                                | aktes                  | première                                                                                       | libretto |
| ----------- | --- | ---------------------- | ---------------------------------------------------------------------------------------------- | --- |
| 1928        | De Neus, opus 15                                                                                     | 3 aktes en epiloog     | 18 januari 1930, Leningrad, Academisch klein Staatstheater voor opera en ballet (Maly-Theater) | Georgij Jonin, Aleksandr Prejs, Jevgeni Zamjatin, Dmitri Sjostakovitsj gebaseerd op het gelijknamige werk van Gogol |
| 1932        | Ledi Makbet Mcenskogo uezda (Lady Macbeth uit het district Mtsensk), opus 29                         | 4 aktes , 9 taferelen  | 22 januari 1934, Leningrad, Academisch klein Staatstheater voor opera en ballet (Maly-Theater) | de componist, gebaseerd op een werk van Leskov                                                                      |
| 1933        | Bol'šaja molnija                                                                                     | onvoltooid             | 1981 concertant Leningrad                                                                      | Nikolaj Aseev |
| 1933-1934   | Skazka o poe i o rabotnike ego Balde, opus 36; verloren; Reconstructie door Sef'ja Tsjentova in 1978 |                        | 1980, Leningrad                                                                                | naar Aleksandr Poesjkin                                                                                             |
| 1941-1942   | Igroki (De gokkers), opus 63                                                                         | onvoltooid             | 1978, concertant Leningrad                                                                     | de componist, naar Nikolaj Gogol                                                                                    |
| 1956        | Katerina Izmajlova, opus 114 (gerevideerde versie van Lady Macbeth uit het district Mtsensk)         | 4 aktes                | 8 januari 1963, Moskou, Academisch Muzikaal Theater                                            | de componist en Isaak Glikman                                                                                       |
|             | Čërnyj monach (De zwarte monnik)                                                                     | fragmenten; onvoltooid |                                                                                                | naar Anton Pavlovitsj Tsjechov                                                                                      |

#### Operettes
| Voltooid in | titel                                              | aktes   | première     | libretto                              |
| ----------- | -------------------------------------------------- | ------- | ------------ | ------------------------------------- |
| 1957-1958   | Moskva Čerëmuški (Moskou, Tsjeremoesjki), opus 105 | 3 aktes | 1959, Moskou | Vladimir Mass en Michail Tsjervinskij |

#### Balletten
| Voltooid in | titel                                      | aktes             | première        | libretto                            | choreografie |
| ----------- | ------------------------------------------ | ----------------- | --------------- | ----------------------------------- | ------------ |
| 1929-1930   | Zolotoj vek (Het Gouden Tijdperk), opus 22 | 3 aktes, 6 scènes | 1930, Leningrad | Aleksandr Ivanovskij                |              |
| 1930-1931   | Bolt (De Bout), opus 27                    | 3 aktes, 7 scènes | 1931, Leningrad | Vladimir Smirnov                    |              |
| 1934-1935   | Svetlyj ručej (De klare stroom), opus 39   | 3 aktes, 4 scènes | 1935, Leningrad | Fëdor Lopuchov en Adrian Pëtrovskij |              |

#### Toneelmuziek
- Muziek bij Majakovski's comedie ‘De wandluis’ (in regie van Meyerhold), opus 19 (1930)
- Theatermuziek bij Hypothetisch Vermoord opus 31 (1931)
- Lied van de wouden, oratorium op poëzie van Dolmatovski, opus 81 (1949)
- Rajok, satirische cantate voor vier solostemmen, koor en piano, opus 78b (1948, 1957, eind jaren 60)
- Antiformalistitsjeskij rajok, satirische cantate (1948-?) - première: 1989 in Washington, D.C. en Moskou

### Kamermuziek

#### Strijkkwartetten
- Kamersymfonie Opus 49a "Eine Kleine Symphonie" (Bewerking voor kamerorkest door Rudolf Barshai, opus 49a: door Sjostakovitsj geautoriseerd zoals bij alle door Barshai voor strijkorkest bewerkte strijkkwartetten)
- Kamersymfonie Opus 73a (Bewerking voor kamerorkest door Rudolf Barshai, opus 73a)
- Kamersymfonie nr. 1 (Bewerking voor kamerorkest door Rudolf Barshai, opus 110a)
- Kamersymfonie Opus 118a (Bewerking voor kamerorkest door Rudolf Barshai, opus 118a)
- 1e strijkkwartet, opus 49 (1938)
- 2e strijkkwartet, opus 68 (1944)
- 3e strijkkwartet, opus 73 (1946)
- 4e strijkkwartet, opus 83 (1949)
- 5e strijkkwartet, opus 92 (1952)
- 6e strijkkwartet, opus 101 (1956)
- 7e strijkkwartet, opus 108 (1960)
- 8e strijkkwartet, opus 110 (1960)
- 9e strijkkwartet, opus 117 (1964)
- 10e strijkkwartet, opus 118(1964)
- 11e strijkkwartet, opus 122 (1966)
- 12e strijkkwartet, opus 133 (1968)
- 13e strijkkwartet, opus 138 (1970)
- 14e strijkkwartet, opus 142 (1973)
- 15e strijkkwartet, opus 144 (1974)

#### Overige kamermuziek
- Pianokwintet opus 57 (1940)
- Pianotrio nr. 1, opus 1 (1923)
- Pianotrio no. 2, opus 67 (1944)
- Impromptu voor altviool en piano opus 33 (1931)
- Sonate voor cello en piano, opus 40 (1934)
- Sonate voor viool en piano, opus 134 (1968)
- Sonate voor altviool en piano, opus 147 (1975)

### Pianomuziek
- Drie fantastische dansen opus 5 (1922)
- Pianosonate no. 1, opus 12 (1926)
- Pianosonate no. 2, opus 61 (1942)
- 10 Aforismen voor piano opus 13 (1927)
- 24 Preludes voor piano, opus 34 (1933)
- 24 Preludes en fuga's voor piano, opus 87 (1950)

### Liederen met piano
6 romances op poëzie van Raleigh, Robert Burns en Shakespeare, voor bas en piano, opus 62 (1942)
- liederencyclus 'Uit Joodse volkspoëzie' voor sopraan, alt, tenor en piano, opus 79 (1948)
- 4 monologen op poëzie van Poesjkin, voor bas en piano, opus 91 (1952)
- 5 romances voor stem en piano, op teksten uit het satirisch magazine 'Krokodil', opus 121 (1965)
- 'Inleiding op de complete verzameling van mijn werken, en een korte meditatie bij deze inleiding', voor bas en piano, opus 123 (1966)
- 7 romances op poëzie van Alexander Blok, voor sopraan, viool, cello en piano, opus 127 (1967)
- 'Trouw', ballades voor mannenkoor, op poëzie van Dolmatovski, opus 136 (1970)
- 6 gedichten van Marina Tsvetajeva, voor alt en piano, opus 143 (1973) (voor alt en kamerorkest, opus 143A)
- Suite op poëzie van Buonarotti, voor bas en piano, opus 145 (1974)
- 4 gedichten van kapitein Lebjadkin (uit Dostojevski's roman 'De bezetene') voor bas en piano, opus 146 (1975)

### Orkestraties
- Orkestratie van Moessorgski's opera 'Boris Godoenov' (1939/1940)
- Orkestratie en voltooiing van Fleischmanns opera 'Rothschilds viool' (1944)
- Orkestratie van Moessorgski's opera 'Chovansjtsjina', opus 106 (1959)
- Orkestratie van Moessorgski's liederencyclus 'Liederen en dansen van de dood' (1962)

## Onderscheidingen en erefuncties
- (1940): Orde van het Rode Vaandel van de Arbeid;
- (1946): Leninorde
- (1954): Volkskunstenaar van de USSR;
- (1954): Internationale vredesprijs;
- (1954): Erelidmaatschap van de Zweedse Koninklijke Muziekacademie;
- (1956): Leninorde
- (1956): Erelidmaatschap van de Accademia di S. Cecilia te Italië
- (1958): Lidmaatschap van Royal Academy of Music
- (1958): Eredoctoraat Oxford University
- (1958): Chevalries des Arts et Lettres
- (1958): Jean Sibeliusprijs
- (1959): Zilveren medaille van de Raad voor de Wereldvrede;
- (1959): Lidmaatschap van de American Academy of Sciences;
- (1960): Voorzitter van de Componistenbond;
- (1962): Afgevaardigde van de Opperste Sovjet
- (1963): Erelidmaatschap van de Internationale Muziekraad van de UNESCO
- (1964): Staatsprijs van de USSR
- (1965): Eredoctoraat in de muziekwetenschappen;
- (1965): Erelidmaatschap van de Servische Academie van Kunst;
- (1966): Held van de Socialistische Raad;
- (1966): Lidmaatschap van de Internationale Muziekraad van UNESCO;
- (1966): Gouden medaille van de Royal Philharmonic Society (Engeland);
- (1967): Groot ereteken in zilver voor verdiensten aan de republiek Oostenrijk
- (1969): Mozartgedenkmedaille
- (1970): Erelidmaatschap Finse componistenbond
- (1971): Orde van de Oktoberrevolutie;
- (1972): Grosser Stern der Völkerfreundschaft (DDR);
- (1972): Eredoctoraat Holy Trinity College in Dublin;
- (1973): Staatsprijs RSFSR
- (1973): Sonningprijs Denemarken
- (1973): Eredoctoraat in de Schone Kunsten van de Northwestern-universiteit, Evanston
- (1975): Erelidmaatschap van de Académie des Beaux-Arts (Frankrijk)

## Over Dmitri Sjostakovitsj (chronologisch)
- Solomon Volkov: Dmitri Sjostakovitsj: Getuigenis. Arbeiderspers, 1981, 1995². ISBN 90-295-4613-1
- Eric Roseberry, Jos van Leeuwen: Sjostakovitsj. Gottmer, 1987.
- Ian MacDonald: The New Shostakovich. Northeastern University Press, 1990. ISBN 1-55553-089-3
- Allan Ho, Dmitry Feofanov: Shostakovich Reconsidered. Toccata Press, 1998. ISBN 0-907689-56-6
- Laurel Fay: Shostakovich: A Life. Oxford University Press, 2000. ISBN 0-19-513438-9
- Esti Sheinberg: Irony, satire, parody and the grotesque in the music of Shostakovich. Ashgate, 2000. ISBN 0-7546-0226-5
- Malcolm Hamrick Brown (red.): A Shostakovich Casebook. Indiana University Press, 2002. ISBN 0-253-21823-3
- Michael Ardov: Memories of Shostakovich. Short Books, 2004. ISBN 1-904095-64-X
- Elisabeth Wilson: Shostakovich. A Life Remembered. Princeton University Press, 2004. ISBN 0-691-04465-1
- Solomon Volkov: Sjostakovitsj en Stalin. De kunstenaar en de tsaar. Arbeiderspers, 2005. ISBN 90-295-5191-7
- Krzysztof Meyer: Sjostakovitsj. Zijn leven, zijn werk, zijn tijd. Olympus, 2006. ISBN 90-467-0223-5
- Theodore van Houten: Dmitri Sjostakovitsj (1906-1975). Een leven in angst. Van Gruting, 2006. ISBN 90-75879-32-6
- Pauline Fairclough: Dmitry Shostakovich, Reaktion Books, Londen 2019 ISBN 978-1-78914-127-1

Fictie
- Julian Barnes: The Noise of Time (roman), Random House / Jonathan Cape, London, 2016. ISBN 978-178470333-2
  - Vertaald als Het tumult van de tijd. Atlas Contact, 2016. ISBN 978-90-254-4661-1

## Trivia
- De tweede wals uit de Suite voor variété-orkest is in Nederland bekend geworden door de uitvoering van de Maastrichtse violist en dirigent André Rieu junior. Dankzij hem is dit tevens de enige klassieke compositie die de Top 2000 van Radio 2, een zender met louter popmuziek, heeft gehaald.[bron?]